# Asahaya asambaddha
Asahaya asambaddha is een schietmot uit de familie Sericostomatidae. De soort komt voor in het Oriëntaals gebied.